# Clessé (Saône-et-Loire)
Clessé település Franciaországban, Saône-et-Loire megyében. Lakosainak száma 834 fő (2022. január 1.). Clessé Viré, Charbonnières, Laizé, Péronne, Saint-Albain, Saint-Maurice-de-Satonnay és La Salle községekkel határos.

## Népesség
A település népességének változása:
| Lakosok száma | 819  | 848  | 884  | 869  | 881  | 891  | 873  | 854  | 834  |
|               | 2013 | 2015 | 2016 | 2017 | 2018 | 2019 | 2020 | 2021 | 2022 |